# Teulisna tumida
Teulisna tumida là một loài bướm đêm thuộc phân họ Arctiinae, họ Erebidae.